# Þórir Oddsson
Þórir Oddsson (Thorir, n. 866) fue un vikingo y bóndi de Þóristaðir, Staður á Reykjanesi, Austur-Barðastrandarsýsla en Islandia. Es el personaje principal de la saga Þorskfirðinga, y también aparece en la saga de Laxdœla. Según las sagas era el más aventajado, valiente y fuerte vikingo de todos sus contemporáneos, seguido de Ketilbjörn Ketilsson.

## Herencia
Según las crónicas tuvo dos hijos: Atli Þórisson (n. 895), fruto de su relación con Valgerður Hrómundsdóttir de Gröf (n. 872); y Guðmundur Þórisson (n. 900), fruto de su relación con Ingibjörg Gilsdóttir (n. 870) de Garpsdalur.